# Pachliopta strandi
Pachliopta strandi is een vlinder uit de familie van de pages (Papilionidae). De wetenschappelijke naam van de soort is voor het eerst geldig gepubliceerd in 1930 door Felix Bryk. Voor deze soort werd in 1861 door vader en zoon Felder de naam Papilio annae gepubliceerd. Die naam was echter al bezet door Papilio machaon annae Gistel, 1857, en dus niet beschikbaar.